# Charles Loomis Dana

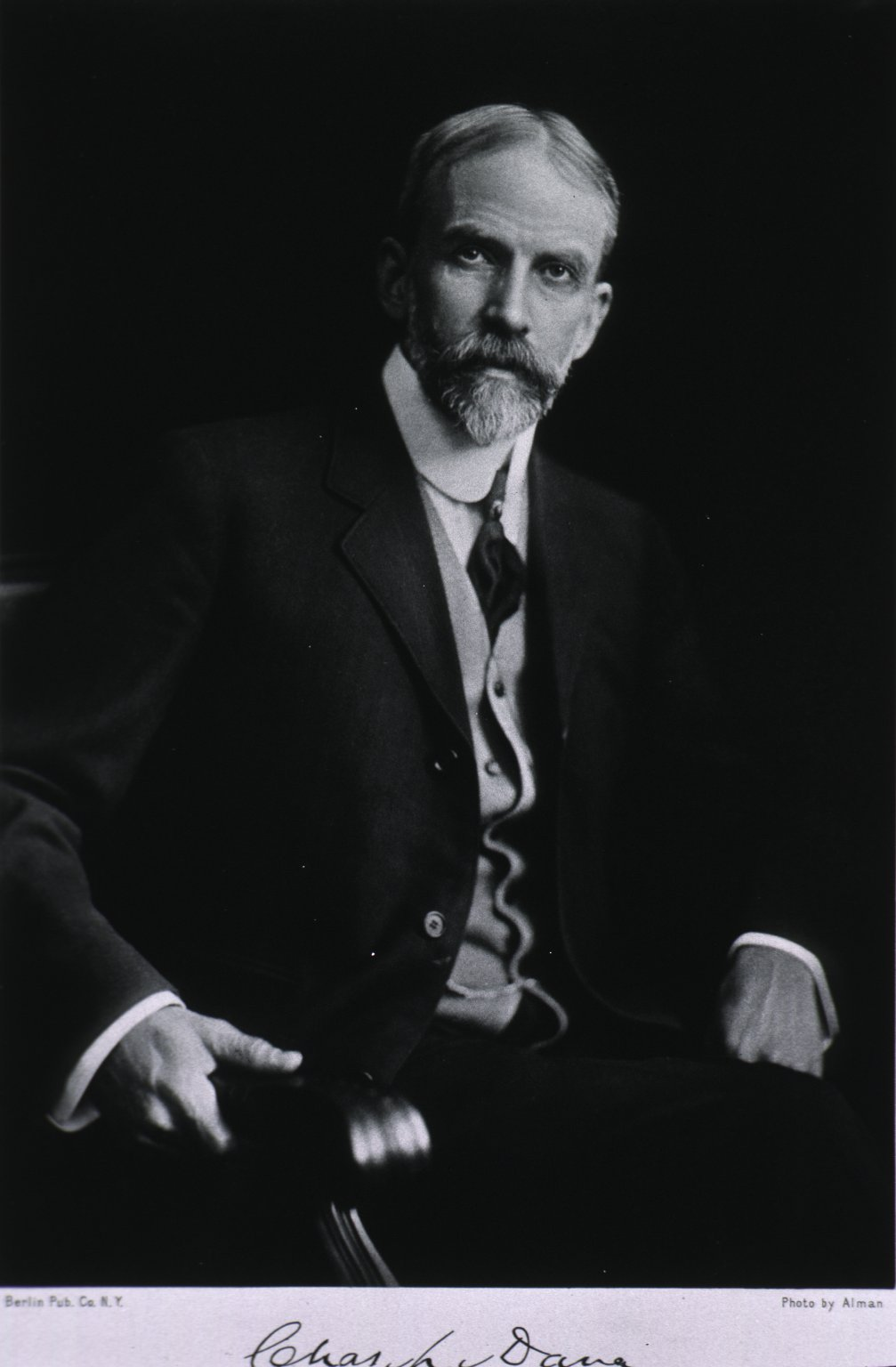
Charles Loomis Dana

Charles Loomis Dana (ur. 25 marca 1852 w Woodstock, zm. 12 grudnia 1935 w Harmon-on-Hudson) – amerykański lekarz neurolog.

## Życiorys
Urodził się 25 marca 1852 w Woodstock w stanie Vermont. Ukończył Dartmouth College w New Hampshire, następnie był asystentem senatora
stanu Vermont. W Waszyngtonie zainteresował się biologią. Został sekretarzem Spencera Fullerton Bairda ze Smithsonian Institute. W 1876 roku ukończył studia medyczne na Columbia University Medical College. W 1884 otrzymał katedrę chorób umysłowych i nerwowych w New York Post-Graduate Hospital, pozostał na tym stanowisku do 1895 roku. Był też pierwszym profesorem chorób układu nerwowego na nowo utworzonym Cornell University Medical College. Zajmował się m.in. padaczkami i narkolepsją.
Dwukrotnie przewodniczył American Neurological Association, w 1892 i 1928.

## Wybrane prace
- Text-book of Nervous Diseases for the Use of Students and Practitioners of Medicine. (1892)
- Poetry and the Doctors. Woodstock, 1916
- An atypical case of Thomsen’s disease (myotonia congenita). Medical Record, New York, 1888, 33: 433-435